# 진안 화산서원
화산서원은 대한민국 전북특별자치도 진안군 안천면에 있다. 2016년 12월 28일 진안군의 향토문화유산(유형) 제13호로 지정되었다.

## 개요
1920년대 건립된 서원으로, 전북 유형문화재 제129호 황방촌 영정이 소장되어 있다.